# المخاطر الصحية للجثث
المخاطر الصحية للجثث هي مخاطر تتعلق بطريقة تحضيرها والتخلص منها بشكل غير سليم. بينما تسمح الظروف الطبيعية لنا في أن يتم تحنيط الجثث أو  دفنها أو حرقها مباشرة لكن الكوارث الطبيعية أو البشرية (الكوارث من عمل الإنسان) يمكنها أن تُلغي أو أن تقاطع هذه البروتوكولات في التعامل مع الموتى. في ظل هذه الظروف،  تحلل الجثث وتعفنها يمر دون رادع، مثيراً سلسلة من القضايا الصحية واللوجستية والنفسية.
بعد الكوارث كالزلازل والعواصف والنزاعات البشرية  التي تحصد الكثير من أرواح الناس وذلك بسبب الصدمة أكثر من المرض يُصرف الكثير من الموارد على دفن الموتى بأقصى سرعة، وتطهير الأجسام لهدف معين وهو الوقاية  من المرض.
يقول المختصون أن الرش هو هدر للمطهر والقوى العاملة، والموارد التي ينبغي  أن تذهب لإنشاء إمدادات المياه والصرف الصحي وتأمين السكن والتدفئة والطعام الصحي للناجين  يتم صرفها في حفر  مقابر جماعية.
وأشار خبراء موثوقون وبارزون مراراً وتكراراً أن الجثث لا تشكل أي خطر على الصحة.

## مخاطر زائفة
وفقاً لرأي العاملين في المجال   الصحي فإن الخوف من انتشار الأمراض بين الجثث التي تقتل من جراء الصدمات وليس الأمراض ليس مبرراً.                            
ومن بين آخرين، قال ستيفن روتمان، مدير مركز جامعة كاليفورنيا بلوس أنجلوس للصحة العامة والكوارث، إنه لا توجد أدلة علمية بأن  جثث ضحايا الكوارث تزيد خطر انتشار الاوبئة، مضيفاً أن  الجثث تشكل خطراً أقل للعدوى  من الأحياء.في حالات الكوراث التي تنطوي عنها الصدمات النفسية وحيث يكون تنافس على الموارد. ينبغي صب الجهود في إنشاء إمدادات المياه والصرف الصحي وتأمين المسكن والتدفئة والغذاء الصحي الناجيين وليس في حفر  القبور الجماعية بالإضافة إلى أن الرش بالمواد المطهرة هو هدر لهذه المواد والأيدي العاملة.                      
ويؤدي الدفن العشوائي للجثث. إلى أثقال كاهل الناجيين وكما أن يمكن أن يسبب النقص في شهادات الوفاة مشاكل عملية لهم
وهناك اعتبارات أخرى ليس له صلة مباشرة بموضوع المخاطر الصحية وتشمل هذه الاعتبارات الدينية والممارسات الثقافية بالإضافة إلى الروائح الكريهة وتأثيرها على المعنويات.
جذور الفكرة الخاطئة                        
هناك فكرة خاطئة مفادها أنَّ جميع الجثث تسبب الأمراض بطبيعتها وهذه الفكرة تتوافق مع:
1- النظرية (المياسما) التاريخية الخاطئة  للمرض التي تزعم بأن الأمراض تنتشر بفعل الهواء الملوث وفي هذه الحالة.
2- الخلط بين عمليات التحلل العادية وعلامات المرض والفكرة الخاطئة هي أنَّ تشكل الكائنات الحياة الدقيقة المسؤولة عن التحلل خطراً على حياة الناس. والصحيح أنَّ الكائنات الحية الدقيقة المساهمة في عملية التحلل غير مسببة للأمراض.
3- يعد المرض بين الناجيين من الكوارث  الكبرى فعلياً مشكلة  لكن هذا المرض يكون واقعياً بسبب الظروف القاسية وسوء شبكات الصرف الصحي. ويكون الناجون أكثر عرضة للأمراض من الجثث.
4- ملاحظة أن جثث الذين ماتوا بسبب أمراض معدية معينة كما هوا حال في الأوبئة  تنشر فعلياً هذه الجثث الأمراض كما هو الحال في الإيبولا والجدري وأنفلونزا 1918 ويعتبر تعميم القاعدة على جميع الجثث غير صحيح. وفقاً لمنظمة الصحة للبلدان الأمريك.

## المخاطر الحقيقية
وفقا لمقال منظمة الصحة للبلدان الأمريكية حول مخاطر الأمراض المعدية من الجثث بعد الكوارث الطبيعة  فأنه يؤدي تلوث إمدادات المياه عن طريق الأجسام غير المدفونة أو مواقع الدفن أو مواقع التخزين المؤقتة إلى انتشار التهاب المعدة والأمعاء من المحتويات المعوية الطبيعية.
يوجد القليل من الأدلة على التلوث الميكروبيولوجي للمياه الجوفية من الدفن. عندما تلوثت الجثث إمدادات المياه، كان التهاب المعدة والأمعاء هو المشكلة الأكثر بروزًا، على الرغم من أن المجتمعات نادرًا ما تستخدم إمدادات المياه حيث يعرفون أنها ملوثة بالجثث. الكائنات الحية الدقيقة المشاركة في عملية (التعفن) ليست مسببة للأمراض.
أما بالنسبة لأولئك الذين هم على اتصال مباشر بالقتلى، مثل عمال الإنقاذ، هناك خطر صحي من الأمراض المعدية المزمنة التي قد يعاني منها القتلى والتي انتشرت عن طريق الاتصال المباشر، بما في ذلك التهاب الكبد B والتهاب الكبد C وفيروس نقص المناعة البشرية، مسببات الأمراض المعوية، والسل، والكوليرا وغيرها.
يتم إنتاج مواد الكادافيرين والبوتريسين أثناء تحلل الأجسام الحيوانية وأيضاً  الأجسام البشرية، وكلاهما يعطي رائحة كريهة تكون هذه المادة سامة إذا تم تناول جرعات ضخمة (سمية فموية حادة 2 غرام لكل كيلوغرام من وزن الجسم من بوتريسين نقي في الفئران، ويحتاج جرعة أكبر من الكادافيرين)؛  لكن لا توجد آثار على الإطلاق لعشر هذه الجرعة.
في حين أن الأرقام الخاصة بالإنسان غير متوفرة، فإن القياس الكومتري، الذي يأخذ في الاعتبار مساحة سطح الجسم، يستخدم في أغلب الأحيان لمقارنة الجرعات في حيوانات مختلفة، مع نتائج مفيدة.
يشير قياس 2 جم / كجم من الفئران إلى أن 60 كجم (132 رطل) سيتأثر بشكل كبير بـ 27 جرامًا (0.95 أونصة) من بوتريسين.  للمقارنة، فإن مادة العنبر المماثلة، الموجودة في السائل المنوي، أكثر من 3 أضعاف بالسمية. إن القلق من اعتبار الجثث معدية هو رد فعل طبيعي للأشخاص الذين يريدون حماية أنفسهم من الأمراض على الرغم أنه يعتبر الخطر التي تشكله جثث أولئك الذين قتلوا في كارثة طبيعية  هو خطر صغير للغاية.

## روابط خارجية
- إرشادات منظمة الصحة العالمية بشأن احتياطات النظافة عند التخلص من الرفات

- معلومات الصحة والسلامة المتعلقة بتنقية المياه والوقاية من الأمراض وإدارة الجثث

- CNN - WHO: الجثث لا تشكل تهديدًا يذكر

- slate.msn - هل الجثث خطيرة؟

- psandman.com نتحدث عن الجثث: التواصل مع المخاطر بعد وقوع الكارثة

- إدارة الجثث بعد الكوارث: دليل ميداني للمستجيبين الأوائل، الطبعة الثانية، منظمة الصحة الأمريكية، 2009. كتاب قابل للتنزيل يتضمن نماذج قابلة للطباعة مثل نموذج تعريف الجثة المفقودة، نموذج الأشخاص المفقودين، ملصق للجثة، إلخ. ISBN 978-92-75-31924-6